# Uncle Meat
Az Uncle Meat Frank Zappa és a The Mothers of Invention 1969-ben kiadott dupla nagylemeze, a hivatalos diszkográfiában a 7. A Cal Schenkel tervezte borítón ez olvasható: "A Mothers hasonló című, elegendő pénz híján egyelőre befejezetlen filmjének legtöbb száma". A valóságban viszonylag kevés az átfedés a lemez és a film hanganyaga között. A film végül 1987-ben jelent meg, videón (DVD-kiadás azóta nem született).

## A lemezről
Az Uncle Meat fontos állomás Frank Zappa pályafutásában, a(z akkor nagyon újszerű és szokatlan) többsávos stúdiótechnika adta lehetőségek maximális kihasználásával a kis létszámú csapata ellenére nagyon gazdag hangszövetet tudott létrehozni – a lemezborítón ki is tér erre: "A teljes zenekarként hangzó részek egy 'rájátszásnak' (overdubbing) hívott eljárással, szólamonként, nagy odafigyelést igénylő aprólékos munkával kerültek szalagra ." Az album vegyesen tartalmaz stúdió- és élő felvételeket (bár ez utóbbiakból van kevesebb).
A lemezt a technikai érdemei mellett zenei kvalitásai is sok más kiadvány fölé emelik: rajta több kedvelt koncertdarabbá, klasszikussá váló szám található – ilyen az "Uncle Meat", a "Dog Breath", a "King Kong", "Mr. Green Genes" vagy a "Pound For a Brown" – ezek némelyike több változatban is szerepel a lemezen.
Ez a dupla lemez volt az első, amit a Verve Records korszaka után a Reprise Records-nál adott ki a saját, Bizarre címkéjével.
A CD-változat 1987-ben jelent meg, rajta egy új dallal, a "Tengo Na Minchia Tanta"-val, amit Massimo Bassoli olasz újságíró énekel, olaszul. Felkerült még a lemezre mintegy 40 perc dialógus (!!!) a filmből. Sok rajongó hallgathatatlannak tartja az új részeket, ezeket a bónuszokat "büntető-számoknak" hívják.

## A lemez számai
A másképp jelölteken kívül minden darab Frank Zappa szerzeménye

### CD kiadás
Első lemez
1. "Uncle Meat: Main Title Theme" – 1:56
2. "The Voice of Cheese" – 0:26
3. "Nine Types of Industrial Pollution" – 6:00
4. "Zolar Czakl" – 0:54
5. "Dog Breath, in the Year of the Plague" – 3:59
6. "The Legend of the Golden Arches" – 3:28
7. "Louie Louie (At the Royal Albert Hall in London)" (Richard Berry) – 2:19
8. "The Dog Breath Variations" – 1:48
9. "Sleeping in a Jar" – 0:50
10. "Our Bizarre Relationship" – 1:05
11. "The Uncle Meat Variations" – 4:46
12. "Electric Aunt Jemima" – 1:46
13. "Prelude to King Kong" – 3:38
14. "God Bless America (Live at the Whisky A Go Go)" (Irving Berlin) – 1:10
15. "A Pound for a Brown on the Bus" – 1:29
16. "Ian Underwood Whips It Out (Live on stage in Copenhagen)" – 5:05
17. "Mr. Green Genes" – 3:14
18. "We Can Shoot You" – 2:03
19. "If We'd All Been Living in California..." – 1:14
20. "The Air" – 2:57
21. "Project X" – 4:48
22. "Cruising for Burgers" – 2:18

Második lemez
1. "Uncle Meat Film Excerpt, Pt. 1" – 37:34
2. "Tengo Na Minchia Tanta" – 3:46
3. "Uncle Meat Film Excerpt, Pt. 2" – 3:50
4. "King Kong Itself (as played by the Mothers in a studio)" – 0:49
5. "King Kong II (its magnificence as interpreted by Dom DeWild)" – 1:21
6. "King Kong III (as Motorhead explains it)" – 1:44
7. "King Kong IV (the Gardner Varieties)" – 6:17
8. "King Kong V (as played by 3 deranged Good Humor Trucks)" – 0:34
9. "King Kong VI (live on a flat bed diesel in the middle of a race track at a Miami Pop Festival . . . the Underwood ramifications)" – 7:24

### Bakelit kiadás
Első oldal
1. "Uncle Meat: Main Title Theme" – 1:56
2. "The Voice of Cheese" – 0:26
3. "Nine Types of Industrial Pollution" – 6:00
  - On 8-track copies of the album, this song was titled "400 Days of the Year." It is the same track as appears on vinyl.
4. "Zolar Czakl" – 0:54
5. "Dog Breath, in the Year of the Plague" – 3:59
6. "The Legend of the Golden Arches" – 3:28
7. "Louie Louie (At the Royal Albert Hall in London)" (Richard Berry) – 2:19
8. "The Dog Breath Variations" – 1:48

Második oldal
1. "Sleeping in a Jar" – 0:50
2. "Our Bizarre Relationship" – 1:05
3. "The Uncle Meat Variations" – 4:46
4. "Electric Aunt Jemima" – 1:46
5. "Prelude to King Kong" – 3:38
6. "God Bless America (Live at the Whisky A Go Go)" (Irving Berlin) – 1:10
7. "A Pound for a Brown on the Bus" – 1:29
8. "Ian Underwood Whips It Out (Live on stage in Copenhagen)" – 5:05

Harmadik oldal
1. "Mr. Green Genes" – 3:14
2. "We Can Shoot You" – 2:03
3. "If We'd All Been Living in California..." – 1:14
4. "The Air" – 2:57
5. "Project X" – 4:48
6. "Cruising for Burgers" – 2:18

Negyedik oldal
1. "King Kong Itself (as played by the Mothers in a studio)" – 0:49
2. "King Kong II (its magnificence as interpreted by Dom DeWild)" – 1:21
3. "King Kong III (as Motorhead explains it)" – 1:44
4. "King Kong IV (the Gardner Varieties)" – 6:17
5. "King Kong V (as played by 3 deranged Good Humor Trucks)" – 0:34
6. "King Kong VI (live on a flat bed diesel in the middle of a race track at a Miami Pop Festival . . . the Underwood ramifications)" – 7:24

## Közreműködők

### Zenészek
- Frank Zappa – gitár, ütőhangszerek, ének
- Jimmy Carl Black – ütőhangszerek, poverty
- Ray Collins – ének
- Roy Estrada – basszusgitár, ének
- Bunk Gardner – klarinét, basszusklarinét, fuvola, piccolo, szaxofon
- Ruth Komanoff – marimba, vibrafon
- Billy Mundi – dobok
- Don Preston – elektromos zongora
- Euclid James Sherwood – tenorszaxofon, csörgők, ének
- Art Tripp – ütőhangszerek, dobok, vibrafon, marimba
- Ian Underwood – fúvós hangszerek, ének, zongora, orgona
- Nelcy Walker – szopránének
- Pamela Zarubica mint Suzy Creamcheese

### Produkciós stáb
- Frank Zappa – producer
- Jesper Hansen – hangmérnök
- Euclid James Sherwood – equipment technician
- Art Tripp – advisor
- Cal Schenkel – borítóterv
- Euclid James Sherwood – choreographer
- Roy Estrada – prop design
- Ian Underwood – copyist, public relations, special assistance

## Helyezések
Album – Billboard (North America)
| Year | Chart      | Position |
| ---- | ---------- | -------- |
| 1969 | Pop Albums | 43       |

## Fontosabb feldolgozások
- King Kong:
  - King Kong címmel jelent meg Jean-Luc Ponty Zappa-szerzeményeket (így a címadó darabot) is tartalmazó lemeze 1969-ben.
  - A "King Kong"-ot feldolgozta a Babe Ruth is a First Base című lemezén. Ugyancsak ezt dolgozta fel a The Residents 1971-ben, az ő változatuk meghallgatható a The Residents Radio Special kazettán és CD-n.
  - Játszotta a számot a Niacin billentyűs trió az "Organik" című lemezükön, és felcsendült a darab szaxofonon a Simpsons négy epizódjában is[1] (a "Simpsons Bible Stories"-zal kezdődően.)

Independent hiphop producer Madlib, who often references Zappa's work, samples "Sleeping in a Jar" on the Madvillain track "Meat Grinder."

## Külső hivatkozások
- Dalszövegek és információk – az Information Is Not Knowledge honlapon
- A kiadás részletei – a Zappa Patio honlapon